# قناة طبلية
القناة الطبلية (بالإنجليزية: Tympanic duct) أو السِّقالَةُ الطبلِية (Scala tympani) هي واحدة من التجاويف المليئة بالليمف المحيطي في الأذن الداخلية للإنسان. يتم فصلها عن القناة القوقعية بواسطة الغشاء القاعدي، وتمتد من النافذة المدورة إلى ثقب القوقعة، حيث تستمر كقناة دهليزية. يتم فصلها عن القناة القوقعية والقناة الدهليزية بواسطة الصفيحة الحلزونية.

## صور إضافية

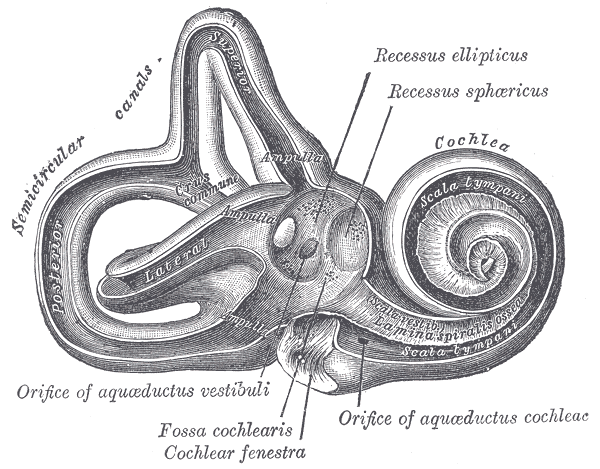
داخل التيه العظمي الأيمن. (القناة الطبلية مكتوبة على اليمين، داخل قوقعة الأذن.
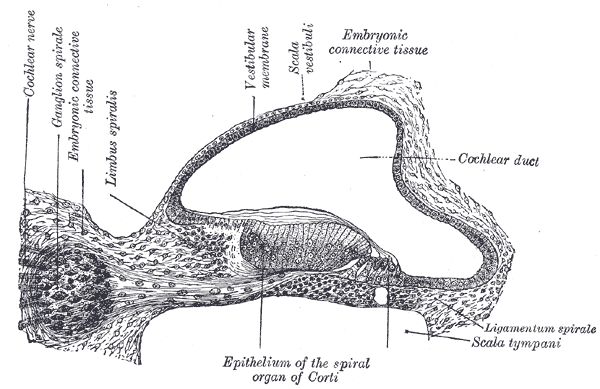
مقطع عرضي من قناة قوقعة الجنين.
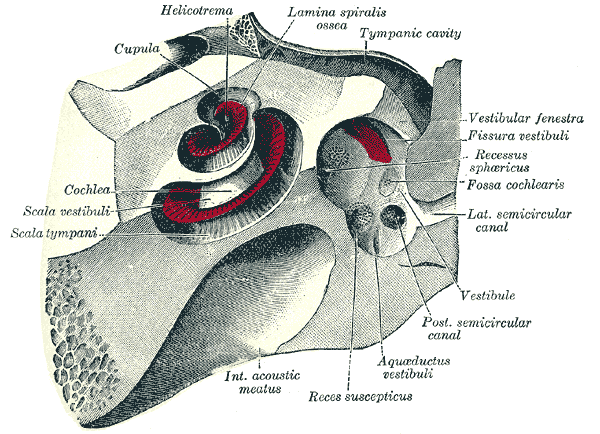
القوقعة الدهليزية، ينظر إليها من الأعلى.
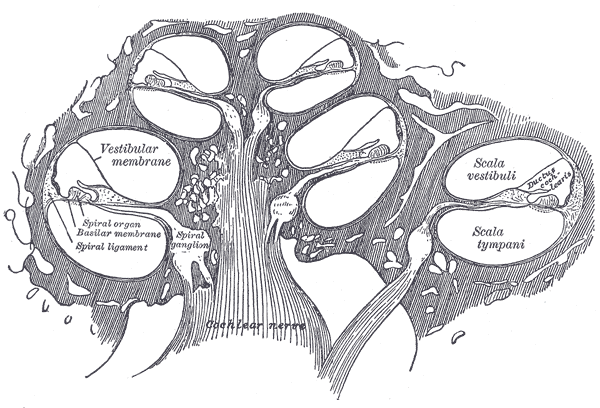
مقطع طولي رسومي من القوقعة.

## روابط خارجية
- شريحة من جامعة كنساس
- رسم تخطيطي نسخة محفوظة 8 مارس 2007 على موقع واي باك مشين. في IUPUI
- صورة نسخة محفوظة 3 مارس 2016 على موقع واي باك مشين. في جامعة نيو إنجلاند ، مين